# Rally Driver
Rally Driver — компьютерная гоночная игра, разработанная компанией Five Ways Software и изданная Hill MacGibbon и Alternative Software. Игра впервые была выпущена на платформе ZX Spectrum в 1984 году, затем были выпущены версии для Amstrad CPC в 1986 году и для Commodore 64 в 1988 году.

## Игровой процесс
Rally Driver — это реалистичный симулятор автомобильного ралли, разделенного на три этапа. В комплект поставки игры входит инструкция, описывающая правила ралли, а также карта дорог для каждого этапа.
Цель игрока — пройти этап, показав время, лучшее чем у соперников, что требует практики и хорошего планирования маршрута. В игре представлено десять соперников, управляемых компьютером. Необходимо войти в семёрку лучших, чтобы квалифицироваться на следующий этап. Каждый последующий этап становится больше и сложнее предыдущего.
Игровой процесс требует скорее навыков вождения, чем хорошего времени реакции. На дорогах встречаются грязь, вода и другие препятствия, а дополнительные сложности могут создавать погодные условия. Скользкие дороги, затопленные участки и другие факторы влияют на выбор маршрута и время его прохождения.
По ходу гонки игрок должен проехать несколько контрольных точек, где необходимо остановиться и зарегистрироваться, введя двухбуквенный код, показываемый на знаке перед точкой, чтобы избежать штрафов. Ошибки, такие как съезд с трассы, столкновения, наезды на коров и зрителей, приводят к начислению штрафного времени.
На экране отображается вид из лобового стекла автомобиля, проезжающего через леса, поля и города. Приборная панель показывает руль, спидометр, таймер, индикатор ручного тормоза, штрафное время, указатели поворота и пройденное расстояние. Между этапами появляется таблица лидеров, отображающая прогресс игрока.

## Восприятие
| Иноязычные издания | Иноязычные издания |
| Издание            | Оценка             |
| ------------------ | ------------------ |
| Amstrad Action     | 71%                |
| CVG                | 28/40              |
| Your Sinclair      | 5/10               |

Игра Rally Driver получила в целом положительные отзывы. Журнал Computer and Video Games отметил, что игра представляет собой эффективный и реалистичный симулятор ралли, подчеркнув её увлекательность и сложность, связанную с совмещением функций штурмана и водителя. Довольно простые графика и звук были сочтены приемлемыми. Обозреватели оценили стратегический элемент, связанный с выбором маршрута.
Amstrad Action назвал игру умно сделанной, хорошо симулирующей управление гоночным автомобилем. Она была признана более требовательной к стратегическому мышлению игрока по сравнению со средними гоночными играми. Журнал отметил высокую сложность игры и поначалу неудобное, но осваиваемое со временем управление. Графика была оценена как адекватна, но с замедлениями в ходе игрового процесса. В целом игра была сочтена сложным и надолго способным заинтересовать игрока испытанием с приятными случайными особенностями.
Журнал Your Sinclair счёл, что обновлённое бюджетное переиздание игры от Alternative Software уступает более новым гоночным играм. Обозреватель предположил, что игра вряд ли понравится любителям аркадных гонок из-за скудной графики и прерывистой анимации, но может быть оценена теми, кто любит серьёзные симуляторы.